# Abdij van Middelburg
De Abdij van Middelburg (Onze-Lieve-Vrouwe-abdij) is een voormalige abdij in Middelburg in Zeeland die sinds 1812 het provinciehuis en sinds 1972 het Zeeuws Museum huisvest.
Het complex ligt in het midden van de stad en bestaat uit een min of meer rond lopend gebouw met vier grote en een kleine toren en diverse poorten met in het midden een plein, het Abdijplein, met grote bomen. Onderdeel van de Abdij vormen de abdijtoren, de Lange Jan genoemd, en twee kerken, de Koorkerk en de Nieuwe Kerk.

## Geschiedenis
Sinds 1100 hadden monniken in Middelburg al een klooster. In 1127 vestigde de premonstratenzers uit de Sint-Michielsabdij te Antwerpen zich hier. In 1401 kwam de abdij rechtstreeks onder de paus te staan. Een van de abten was Nicolaas van der Burch (Nicolaas de Castro), die in 1559 tot eerste bisschop van het nieuw opgerichte bisdom Middelburg werd benoemd (de kathedraal hiervan werd de Sint-Pieters- of Noordmonsterkerk).
In 1574 kwam er een eind aan het kloosterleven na het langdurige Beleg van Middelburg (1572-1574), dat uiteindelijk de capitulatie van de Spaansgezinde katholieke stad tot gevolg had. Ondanks garanties van Willem van Oranje dat geestelijken ongemoeid zouden worden gelaten, werden de abdij en het katholiek geloofsleven erin onder dwang beëindigd.
De abdij werd hierna omgedoopt tot Het Hof van Zeeland en ingenomen door het gewestelijk bestuur van Zeeland. De abdij deed dienst als zetel van de Staten van Zeeland en de Gecommitteerde Raden en enkele aanverwante bestuurscolleges, zoals de Admiraliteit van Zeeland en zij bood tevens onderdak aan andere gewestelijke instellingen als de Munt en de Rekenkamer. Hun vergaderzaal werd in 1784-1785 grondig opgeknapt door de Zeeuwse landsarchitect Coenraad Kayser.
Sinds 1812 is het Provinciaal Bestuur van Zeeland er gevestigd en staat het complex ook bekend als het Provinciehuis. Het complex is meerdere malen gerestaureerd, laatst na de verwoestingen door de brand als gevolg van het bombardement op Middelburg van 17 mei 1940. Tot het eind van de twintigste eeuw bood het ook onderdak aan enkele rijksdiensten, zoals het Kadaster en het Rijksarchief in Zeeland. Sinds 1972 is in een deel van het complex het Zeeuws Museum gevestigd, in 1986 werd in een ander deel het Roosevelt Study Center gehuisvest.
Drenthe · Flevoland · Friesland · Gelderland · Groningen · Limburg · Noord-Brabant · Noord-Holland · Overijssel · Utrecht · Zeeland · Zuid-Holland